# Words (chanson des Christians)
Pour les articles homonymes, voir Words.
Singles de The Christians
Harvest for the World
(1988) I Found Out
(1990)
Clip vidéo
[vidéo] « Words », sur YouTube
Words est une chanson interprétée par le groupe britannique The Christians sortie en single en décembre 1989, premier extrait de l'album Colour (en) publié en janvier 1990.
Il s'agit d'une adaptation du morceau de musique irlandaise Mná na hÉireann (Women of Ireland), composé par Seán Ó Riada, avec des paroles écrites par le guitariste du groupe, Henry Priestman.
Words connaît le succès dans plusieurs pays d'Europe, notamment en France où le morceau se classe en tête du Top 50 pendant deux semaines.

## Clip
Le clip a été filmé dans le comté d'Angleterre des Cornouailles à Port Quin (en) (notamment au Doyden Castle) et à Port Isaac.

## Liste des titres
45 tours
- Words — 5:26
- Long Gone — 3:22

CD maxi
1. Words — 7:17
2. Long Gone  — 3:22
3. Funny Money — 3:35

## Classements hebdomadaires
| Classement (1989-1990)                 | Meilleure position |
| -------------------------------------- | ------------------ |
| Belgique (Flandre Ultratop 50 Singles) | 10                 |
| France (SNEP)                          | 1                  |
| Irlande (IRMA)                         | 6                  |
| Pays-Bas (Nederlandse Top 40)          | 5                  |
| Pays-Bas (Single Top 100)              | 5                  |
| Royaume-Uni (UK Singles Chart)         | 18                 |
| Suède (Sverigetopplistan)              | 18                 |